# Cimitero Comunale (Terni)
Il cimitero Comunale è il principale luogo di sepoltura di Terni, situato in un'area fuori Porta Sant'Angelo, lungo la prosecuzione di via Cavour, accanto alla chiesa di Santa Maria del Monumento, con accesso principale da piazzale Caduti di Montelungo.

## Storia e descrizione
Nel 1817 il Magistrato di Sanità dello Stato Pontificio prescrisse la fondazione di moderni cimiteri nelle campagne fuori dall'abitato di ogni città o comune dello Stato. A Terni venne scelta un'area nei pressi del convento dei Girolamini di Santa Maria del Monumento, dove già era esistita un'area di sepoltura romana, come testimoniano lo stesso nome della chiesa (costruita appunto su un monumento funerario romano) e il rinvenimento di alcune lapidi sepolcrali antiche. Superate le difficoltà logistiche e finanziarie, a dato avvio ai necessari lavori, il cimitero Comunale fu inaugurato nel 1835, e da allora rappresenta il principale luogo di tumulazione della città.
Ampliato a più riprese, oggi ha un nucleo storico, ricco di monumenti e cappelle dalla decorazione artistica, databili al periodo d'oro dell'economia e dell'industrializzazione ternana, tra la fine dell'Ottocento e gli anni 1930. All'interno conserva anche alcuni alberi monumentali, elencati nel registro nazionale.